# Walter Liebrecht
Walter Liebrecht (auch: W. Walter Liebrecht; * 7. August 1879 in Potsdam; † 25. August 1945 in Hannover) war ein deutscher Offizier und Landesforstmeister.

## Leben

### Familie
Walter Liebrecht war der zweitälteste von vier Söhnen des Königlichen Oberförsters und Oberforstmeisters Wilhelm Liebrecht (* 10. Juni 1848 in Minden; † 22. November 1911 in Oppeln) und der Margarethe Karboth (* 17. September 1846 in der Oberförsterei Pappelau bei Oppeln; † 15. September 1936 in Oppeln).
Liebrecht heiratete 1912 Klara, beziehungsweise Clara Vorster.
Das Paar heiratete im Oktober 1912 und wurde Eltern einer Tochter und zweier Söhne:
1. Ruth (* 17. Juli 1913;[3] † 4. Februar 1980 in Hannover), die spätere Hausdame und „personal assistant“ des britischen Commanders in Hannover,[1] heiratete am 9. Februar 1934 in Hannover[3] den seinerzeitigen Forstassessor und späteren Stahlhelm-Mitglieds Major Hans-Caspar Graf von Bothmer († Dezember 1941 vor Moskau);
2. Klaus (Klaus Walter Liebrecht; * 4. Januar 1916), später Offizier und Ingenieur
3. Helmut (* 4. November 1921; gefallen 3. Juli 1942).[1]

### Werdegang
Als Sohn des Königlichen Oberförsters und Oberforstmeisters verbrachte Walter Liebrecht seine Jugend nacheinander in verschiedenen Forstämtern in den östlichen Landesteilen des Deutschen Kaiserreichs. Nach seinem Abitur diente er zunächst als Einjährig-Freiwilliger im Jägerbataillon im schlesischen Hirschberg. Anschließend studierte er Forstwirtschaft an der Höheren Forstlehranstalt in Eberswalde und an der Königlich Preußische Forstakademie in Hannoversch-Münden. Anschließend wirkte er als Referendar in der Oberförsterei Ebstorf, bevor er 1905 seine Staatsprüfung mit dem Assessorexamen bestand.
Unterdessen gehörte Walter Liebrecht bereits seit dem 14. September 1900 dem Offizierkorps der Königlich Preußischen Armee an, und wirkte hier speziell im Reitenden Feldjäger-Korps. Von 1909 bis 1911 wurde er nach London an die Deutsche Botschaft kommandiert sowie nach Paris an die dortige Deutsche Botschaft; parallel dazu war er als Sonderkurier für Kaiser Wilhelm II. attachiert. In seiner Pariser Pension lernte er den dort ebenfalls wohnenden Bruder seiner späteren Ehefrau kennen.
Ab 1912 arbeitete Liebrecht zunächst als Forstassessor, dann auch als Oberförster „bei der Regierung Hannover“. Nachdem die Tochter des 1912 verstorbenen Kölner Kommerzienrates und Industriellen Fritz Vorster, zugleich Gesellschafter der Chemischen Fabrik Kalk, im selben Jahr „an Forstassessor Liebrecht“ verheiratet worden war, gab die nunmehrige Ehefrau Clara Liebrecht über die Zeitschrift Exlibris. Buchkunst und angewandte Graphik neben den abzuändernden Namensdaten auch ihre neue Adresse in „[...] Hannover, Wilhelmstraße 10a“ bekannt.
Zu Beginn des Ersten Weltkrieges führte Liebrecht 1914 an der Westfront zunächst eine Kompanie des Jägerbataillons 5. Nachdem er bereits im September 1914 mit dem Eisernen Kreuz (EK) Zweiter und Erster Klasse ausgezeichnet worden war, wurde er in den Jahren 1915 und 1916 während der Schlacht um Verdun in die schweren Kämpfe am Fort Vaux eingebunden. In der Folge wurde er an die Ostfront versetzt und zählte mit seinem Bataillon zum Karpathenkorps. Ende 1916 wurde er schließlich als Forstsachverständiger zum Stab des Oberbefehlshabers Ost kommandiert.
Zu Beginn der Weimarer Republik wirkte Walter Liebrecht kurzzeitig „bei der Regierung in Köln“, bevor ihm 1919 die Leitung des Forstamtes Beneckenstein im Oberharz übertragen wurde.
Ebenfalls 1919 war Liebrecht „im Auftrage der Regierung bei der Einleitung der Reparationsverhandlungen in Versailles und Paris mittätig.“
1922 wurde Liebrecht zunächst als Hilfsarbeiter in das Landwirtschaftsministerium berufen, dem seinerzeitigen Ministerium für Landwirtschaft, Domänen und Forsten. Den zugleich noch mit dem Titel als Oberförster Ausgezeichneten wählte der Provinziallandtag Hannover im Jahr 1923 schließlich einstimmig zum Landesforstmeister für die Provinz Hannover.
Der nunmehrige Landesforstmeister

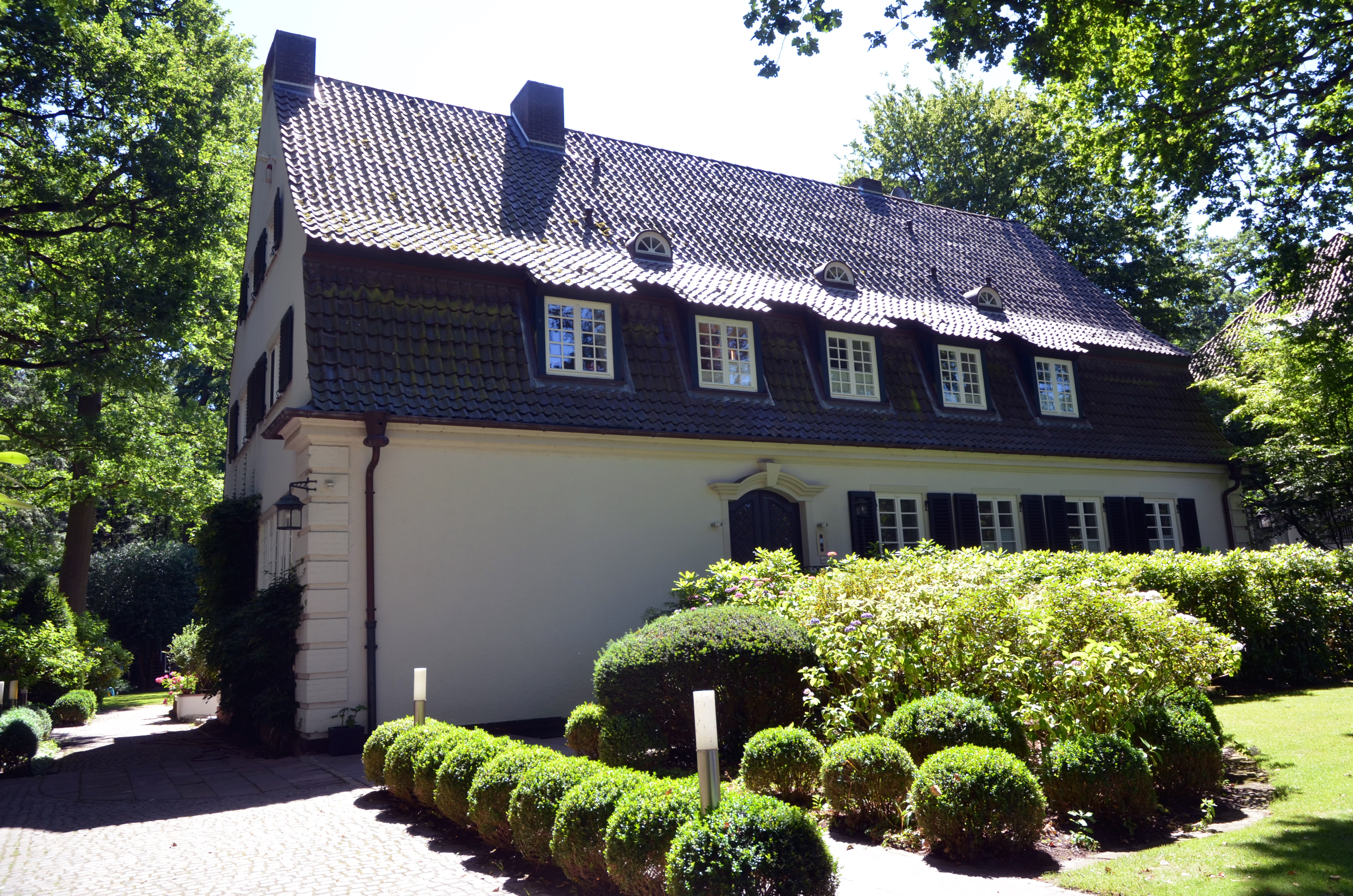
Das 1923 bis 1924 von Paul Bonatz errichtete nach dem Landesforstmeister benannte Haus Liebrecht in Hannover

 ließ für sich und seine Familie in Hannover ein eigenes Haus an der Eilenriede errichten mit dem Charakter eines Forsthauses: Architekt des 1923 bis 1924 in Hannover-Kleefeld errichteten und nach dem Bauherrn benannten Haus Liebrecht in der Schopenhauerstraße 28 war Paul Bonatz. „Frau Liebrecht, Landesforstmeister“, war 1929 als Mitglied der Deutschen Dendrologischen Gesellschaft allerdings unter der Adresse „Schopenhauer Str. 8“ verzeichnet.
Um 1930 trug Walter Liebrecht den Titel als „Landesforstrat“.
Zur Zeit des Nationalsozialismus war es Liebrecht trotz seiner hohen Beamtenstellung gelungen, nicht der NSDAP beizutreten. Er war neben anderen führenden Persönlichkeiten aus Wirtschaft und Kultur bereits seit 1932 Mitglied des Rotary Club Hannover, in dem er unter anderem mehrere Vorträge hielt. Dessen Selbstauflösung im Jahr 1937 kam er als im Dienst des hannoverschen Provinzialverbands stehender Beamter auf Druck der Nationalsozialisten durch Austritt zuvor.
Ende der 1930er Jahre verzeichnete der Deutsche Forstverein Liebrecht als „Prov.-Oberforstmeister, Hannover“.
Noch während des Zweiten Weltkrieges war der auch als „Oberforstmeister“ Titulierte Mitglied der Naturhistorischen Gesellschaft zu Hannover, der er bis zu seinem Tode angehörte. Zuvor hatte er beispielsweise den Botaniker und Pflanzenbiologen Reinhold Tüxen anlässlich dessen terrestrischer Aufnahmen für die erste Vegetationskarte Nordwestdeutschlands zu einer dann parallel durchgeführten „Luftkrokierung“ angeregt.
Auch nach der formellen Auflösung des Rotary Clubs Hannover traf sich ein Teil der ehemaligen Mitglieder weiterhin auch noch während des Zweiten Weltkrieges: Bei Liebrecht als Gastgeber in dessen Hause berichtete der Mediziner Karl Westphal erstmals über seine nicht von der nationalsozialistischen Kriegspropaganda gefilterten Erlebnisse bei der Schlacht von Stalingrad.
Anfang 1942 betrauerte Oberforstmeister Liebrecht seinen vor Moskau gefallenen Schwiegersohn Hans-Caspar Graf von Bothmer und noch im selben Jahr den Tod seines Sohnes Helmut.
Das letzte Adreßbuch der Stadt Hannover aus der Zeit des Weltkrieges listete den dort als Landes-Ober-Forstmeister bezeichneten Walter Liebrecht als Haushaltsvorstand und Hauseigentümer unter der Adresse Schopenhauerstraße 8. Bis zu seinem Tode im August 1945 hatte Walter Liebrecht mehr als zwei Jahrzehnte die Forstverwaltung der Provinz Hannover geleitet, bevor er in der frühen Nachkriegszeit im August 1945 im Alter von 66 Jahren an einer Lungenentzündung verstarb.

## Veröffentlichungen
- Ödlandaufforstung durch die Provinzialverwaltung von Landesforstmeister Liebrecht, Hannover. In: Der deutsche Forstwirt 12/1930, S. 451 f.[23]